# Thomas Lobinger
Thomas Lobinger (* 24. Juni 1966 in München) ist ein deutscher Rechtswissenschaftler und Professor für Bürgerliches Recht, Arbeits- und Handelsrecht an der Juristischen Fakultät der Ruprecht-Karls-Universität Heidelberg.

## Laufbahn
Thomas Lobinger legte 1985 sein Abitur am Viscardi-Gymnasium Fürstenfeldbruck ab und leistete anschließend Zivildienst. Ab 1987 studierte er Rechtswissenschaft an der Eberhard Karls Universität Tübingen und der Freien Universität Berlin, ab 1991 gefördert durch die Studienstiftung des Deutschen Volkes. Nach Ablegung der Ersten juristischen Staatsprüfung im Jahr 1992 arbeitete er als wissenschaftlicher Mitarbeiter am Lehrstuhl von Eduard Picker an der Universität Tübingen. Picker selbst ist Schüler von Werner Flume, zu dessen Schule auch Thomas Lobinger gezählt werden kann. 
Nach dem Rechtsreferendariat am Landgericht Tübingen legte er 1996 die Zweite juristische Staatsprüfung in Stuttgart ab. 1999 wurde er unter Betreuung von Eduard Picker zum Dr. iur. promoviert. Für seine Dissertation Rechtsgeschäftliche Verpflichtung und autonome Bindung erhielt er im Jahr 2000 den Walter-Witzenmann-Preis der Heidelberger Akademie der Wissenschaften. 2003 habilitierte er sich bei Picker mit der Habilitationsschrift Die Grenzen rechtsgeschäftlicher Leistungspflichten und erhielt die venia legendi für Bürgerliches Recht, Arbeits- und Handelsrecht, Europäisches Privatrecht sowie Neuere Privatrechtsgeschichte. Nach Lehrstuhlvertretungen in Heidelberg und Bonn erhielt er zum Wintersemester 2004/2005 eine C 3-Professur für Bürgerliches Recht an der Universität Heidelberg, an der er seit 2006 Inhaber des Lehrstuhls für Bürgerliches Recht, Arbeits- und Handelsrecht (W 3) ist. Rufe an die Universität Osnabrück und an die Freie Universität Berlin lehnte er ab. Seit dem Sommersemester 2007 ist er ständiger Gastprofessor an der Andrássy Universität Budapest.
Lobinger ist Fakultätsbeauftragter für die Examensvorbereitung an der Juristischen Fakultät der Universität Heidelberg. Am 14. Januar 2014 erhielt er den Ars-legendi-Fakultätenpreis für Rechtswissenschaften für sein Engagement in der Lehre und der Examensvorbereitung. Von 2016 bis 2018 war er Dekan der Juristischen Fakultät der Universität Heidelberg, von 2018 bis 2022 Prodekan. Er ist Sprecher des Senats der Universität Heidelberg.
Lobinger ist verheiratet und Vater von drei Kindern.
Bei Lobinger habilitierten sich Felix Hartmann und Jan Felix Hoffmann.

## Mitgliedschaften
- Zivilrechtslehrervereinigung (seit 2019 Mitglied des erweiterten Vorstands)
- Vereinigung der Arbeitsrechtslehrer
- Heidelberger Rechtshistorische Gesellschaft
- Wissenschaftlicher Beirat der Studentischen Zeitschrift für Rechtswissenschaft (StudZR)
- Vorsitzender des Vereins zur Förderung guter Studien- und Qualifizierungsbedingungen an der Juristischen Fakultät Heidelberg e. V.

## Forschung
Forschungsschwerpunkte legt Thomas Lobinger auf Fragen des Bürgerlichen Vermögensrechts (Bücher 1–3 des BGB) unter Berücksichtigung der europäischen Entwicklungen, des Arbeitsrechts – insbesondere Fragen der Arbeitsverfassung –, sowie des Handelsrechts in seinen Bezügen zum allgemeinen Zivilrecht.

## Publikationen (Auswahl)
Monographien
- Entwicklung, Stand und Perspektiven des europäischen Antidiskriminierungsrechts, Heidelberg 2015, ISBN 978-3-86825-321-4

- Die Grenzen rechtsgeschäftlicher Leistungspflichten. Zugleich ein Beitrag zur Korrekturbedürftigkeit der §§ 275, 311a, 313 BGB n.F. Mohr Siebeck, Tübingen 2004, ISBN 978-3-16-148237-3. (Habilitationsschrift)

- Rechtsgeschäftliche Verpflichtung und autonome Bindung. Zu den Entstehungsgründen vermögensaufstockender Leistungspflichten im Bürgerlichen Recht. Mohr Siebeck, Tübingen 1999, ISBN 978-3-16-147232-9. (Dissertation)

Kommentierung
- §§ 346 – 354 BGB (Rücktrittsmodalitäten und -folgen), in: Soergel, Bürgerliches Gesetzbuch, 13. Auflage, Kohlhammer, Stuttgart 2010.

Beiträge
- Mehr Privatrecht wagen! Zum fehlerhaften Verständnis der mittelbaren Grundrechtswirkung im Privatrecht am Beispiel der hatespeech-Entscheidung des BGH, in: Arbeit Wirtschaft Recht. Festschrift für Martin Henssler zum 70. Geburtstag, C.H.Beck, München 2023, S. 1715–1729.

- Die Funktion des Antidiskriminierungsrechts im Privatrecht, in: Christian Picker, Stephan Gräf (Hrsg.), Funktionalität und Effektuierung des Antidiskriminierungsrechts, Nomos, Baden-Baden 2023, S. 11–41.

- Die Parkplatzentscheidung des BAG. Zum Besitzschutz im Arbeitskampf als Lehrstück einer verfehlten Dogmatik, in: Zeitschrift für Arbeitsrecht (ZfA) 50 (2019), S. 429–445.

- Perspektiven der Privatrechtsdogmatik am Beispiel des allgemeinen Gleichbehandlungsrechts, in: Archiv für die civilistische Praxis (AcP) 216 (2016), S. 28–106. (Vortrag auf der Tagung der Zivilrechtslehrervereinigung 2015)
- Arbeitsverfassung und gesetzlicher Mindestlohn, in: Zeitschrift für Arbeitsrecht (ZfA) 47 (2016), S. 99–150.
- Zivilrechtliche Dogmatik und kollektives Arbeitsrecht. Zugleich ein Beitrag zum Problem der Ewigkeitsbindung an Tarifverträge gem. § 3 Abs. 3 TVG, in: Thomas Lobinger, Andreas Piekenbrock, Markus Stoffels (Hrsg.), Zur Integrationskraft zivilrechtlicher Dogmatik, Mohr Siebeck, Tübingen 2014, S. 17–50.

- Insichgeschäft und Erfüllung einer Verbindlichkeit. Ein Beitrag zur historisch-systematischen Restriktion von § 181 letzter HS BGB, in: Archiv für die civilistische Praxis (AcP) 213 (2013), S. 366–404.
- Zur Rückabwicklung zwischen Darlehensgeber und Unternehmer beim Scheitern verbundener Verträge, in: Thomas Lobinger, Reinhard Richardi, Jan Wilhelm (Hrsg.), Festschrift für Eduard Picker zum 70. Geburtstag, Mohr Siebeck, Tübingen 2010, S. 575–618.
- Der Jahrhundertjurist: Werner Flume, in: Stefan Grundmann, Karl Riesenhuber (Hrsg.), Deutschsprachige Zivilrechtslehrer des 20. Jahrhunderts in Berichten ihrer Schüler. Eine Ideengeschichte in Einzeldarstellungen. Band 2, De Gruyter, Berlin 2010, S. 323–336.
- Vertragsfreiheit und Diskriminierungsverbote. Vertragsfreiheit im modernen Zivil- und Arbeitsrecht, in: Josef Isensee (Hrsg.), Vertragsfreiheit und Diskriminierung, Duncker & Humblot, Berlin 2007, S. 99–180.
- Das individualrechtliche Fundament des Rechts der Betriebsänderung. Zur Dogmatik der §§ 111 ff. BetrVG im Lichte geschichtlicher und gemeinschaftsrechtlicher Betrachtung, in: Zeitschrift für Arbeitsrecht (ZfA) 37 (2006), S. 173–221.
- Zur Dogmatik des allgemeinen betriebsverfassungsrechtlichen Unterlassungsanspruchs. Ein Beitrag zum Zusammenhang von Rechtsschutz und Rechtszuweisung im deutschen und europäischen Arbeitsrecht, in: Zeitschrift für Arbeitsrecht (ZfA) 35 (2004), S. 101–181.

- Irrtumsanfechtung und Reurechtsausschluß, in: Archiv für die civilistische Praxis (AcP) 195 (1995), S. 274–282.

Herausgeberschaften
- Schriften zum Sozial- und Arbeitsrecht (SAR), Duncker & Humblot, Berlin 1966-
- Heidelberger rechtswissenschaftliche Abhandlungen (HeiRA), Mohr Siebeck, Tübingen 2010-
- Zeitschrift für Arbeitsrecht (ZfA), Verlag Dr. Otto Schmidt, Köln 1970-
- Zur Integrationskraft zivilrechtlicher Dogmatik, Mohr Siebeck, Tübingen 2014 (gemeinsam mit Andreas Piekenbrock und Markus Stoffels).

- Festschrift für Eduard Picker zum 70. Geburtstag, Mohr Siebeck, Tübingen 2010 (gemeinsam mit Reinhard Richardi und Jan Wilhelm).

Vollständiges Publikationsverzeichnis